# Резолюция 237 на Съвета за сигурност на ООН
Резолюция 237 на Съвета за сигурност на ООН е приета единодушно на 14 юни 1967 г. по повод ситуацията в Близкия изток след началото на Шестдневната война.
Като отбелязва спешната необходимост да се облекчат страданията на гражданското население и военнопленниците от районите на бойните действия в Близкия Изток, считайки, че неотменимите човешки права трябва да бъдат зачитани дори и в хода на превратностите на войната, и бидейки на мнение, че поетите ангажименти по Женевската конвенция от 12 август 1949 г. за отношението към военнопленниците трябва да бъдат спазвани от страните в конфликта, с Резолюция 237 Съветът за сигурност призовава правителството на Израел да обезпечи безопасността, благополучието и сигурността на населението от районите на военните действия и да съдейства за завръщането на жителите, избягали от тези райони след началото на бойните действия. Резолюцията препоръчва на заинтересованите правителства добросъвестно спазване нa хуманитарните принципи, определящи отношението към военнопленниците и защитата на гражданските лица във военно време, които се съдържат в Женевската конвенция от 12 август 1949 г. Освен това Съветът за сигурност моли генералния секретар да следи за правилното изпълнение на резолюцията и да информира Съвета своевременно.